# Андовер (Огайо)
Андовер (англ. Andover) — селище (англ. village) в США, в окрузі Ештабула штату Огайо. Населення — 972 особи (2020).

## Географія
Андовер розташований за координатами 41°36′24″ пн. ш. 80°34′7″ зх. д. / 41.60667° пн. ш. 80.56861° зх. д. (41.606682, -80.568741).  За даними Бюро перепису населення США в 2010 році селище мало площу 3,54 км², уся площа — суходіл.

## Демографія
Згідно з переписом 2010 року, у селищі мешкало 1145 осіб у 411 домогосподарстві у складі 264 родин. Густота населення становила 324 особи/км².  Було 469 помешкань (133/км²).
Расовий склад населення:
| - 95,5 % — білих - 2,8 % — чорних або афроамериканців - 0,3 % — корінних американців - 0,1 % — азіатів |

До двох чи більше рас належало 1,4 %. Частка іспаномовних становила 1,7 % від усіх жителів.
За віковим діапазоном населення розподілялося таким чином: 22,9 % — особи молодші 18 років, 55,7 % — особи у віці 18—64 років, 21,4 % — особи у віці 65 років та старші. Медіана віку мешканця становила 44,2 року. На 100 осіб жіночої статі у селищі припадало 83,2 чоловіків;  на 100 жінок у віці від 18 років та старших — 79,5 чоловіків також старших 18 років.
Середній дохід на одне домашнє господарство  становив 39 504 долари США (медіана — 21 688), а середній дохід на одну сім'ю — 52 377 доларів (медіана — 37 143). Медіана доходів становила 45 500 доларів для чоловіків та 25 750 доларів для жінок. За межею бідності перебувало 17,5 % осіб, у тому числі 15,2 % дітей у віці до 18 років та 3,3 % осіб у віці 65 років та старших.
Цивільне працевлаштоване населення становило 322 особи. Основні галузі зайнятості: виробництво — 28,9 %, освіта, охорона здоров'я та соціальна допомога — 25,5 %, мистецтво, розваги та відпочинок — 16,5 %, роздрібна торгівля — 10,2 %.